# Chogha Mish
Tappeh-ye Choghā Mīsh (en persa; چغامیش čoġā mīš) que data del 6800 aC, és el lloc d'un assentament calcolític de l'Iran occidental, situat a la província de Khuzestan, a la plana Susiana. Va ser ocupada a principis del 6800 aC i contínuament des del Neolític fins al període de protoalfabetització (període d'Uruk), abastant així els períodes des del període Susiana arcaic fins a l'Elamita. Més tard, la propera Susa va esdevenir culturalment dominant en aquesta zona.
L'assentament es va iniciar després de la domesticació dels caprins i bestiar boví, i probablement va abastar el temps posterior en què van ser domesticats porcs i cavalls. També hi va haver un període d'ocupació aquemènida.

## Excavacions
Les excavacions es van realitzar al jaciment entre 1961 i 1978, durant un total d'11 temporades per l'Institut Oriental de Chicago, sota la direcció de Pinhas Delougaz i Helene J. Kantor.
La casa de l'excavació de Qaleh-ye Khalil va ser destruïda durant la Revolució iraniana, de manera que moltes troballes i registres es van perdre o es van destruir.

## Desenvolupament primerenc
El lloc va ser ocupat contínuament, i va tenir un paper central en el desenvolupament cultural i social de la regió, des c. 6900 aC (període Susiana arcaic) fins al 5000 aC (període Susiana mitjà).
Molt a prop es troba Chogha Bonut, un lloc encara més antic.
A la primera part del mil·lenni V aC, l'edifici monumental principal de Chogha Mish va ser destruït. Es coneix com l'«Edifici cremat».
Aquesta destrucció de Chogha Mish també va coincidir amb l'abandonament d'altres llocs a la part oriental de la plana de Susiana. Això va tenir lloc a mitjan mil·lenni V aC. La nova ceràmica associada a aquest període era del tipus Susiana tardà 1, amb «motius de punts».
Els assentaments del període posterior es van desplaçar més cap a l'oest. Això està associat a les activitats dels pastors nòmades de la zona alta de l'est de la zona.
Al voltant del 3400 aC, durant la fase de l'Uruk tardà, es va tornar ocupar la zona.

## Correlacions amb la Mesopotàmia prehistòrica
Chogha Mish proporciona evidències importants per a connexions primerenques entre Susiana i Mesopotàmia. Els descobriments a Chogha Mish demostren que el període de Susiana primerenc era contemporani amb el període Obeid 1 del sud de Mesopotàmia i el període Samarra del centre de Mesopotàmia.
El període de Susiana arcaic 3 va ser contemporani amb el període Obeid 0, que precedeix als períodes Obeid de la Baixa Mesopotàmia. La ceràmica pintada del període Samarra al centre de la Mesopotàmia va arribar després.
Segons els arqueòlegs
| «                                | Abans del mil·lenni V aC, Chogha Mish, amb unes 17 ha de superfície d'ocupació, era el nucli de població més gran. Les investigacions arqueològiques de l'Institut Oriental al jaciment del 1969 fins al 1979 també van mostrar una complexitat social i econòmica creixent fins que va ser abandonada temporalment en algun moment a principis del mil·lenni V aC, potser c. 4800 aC. | » |
| — Abbas Alizadeh i Ali Mahfroozi | |   |

No obstant això, el lloc va continuar habitat com un assentament de trànsit de petita escala. Al voltant del 4400 aC, probablement es va establir Susa i es va convertir en el poblament més gran que dominava la zona.

## Període de protoalfabetització
El període de protoalfabetització (període d'Uruk) a la zona va començar al voltant del 3400 aC. En aquest moment, Chogha Mish era de nou el lloc principal de la plana oriental de Susiana. Es va convertir en part d'una àrea cultural connectada amb la Baixa Mesopotàmia i les colònies relacionades a l'oest.

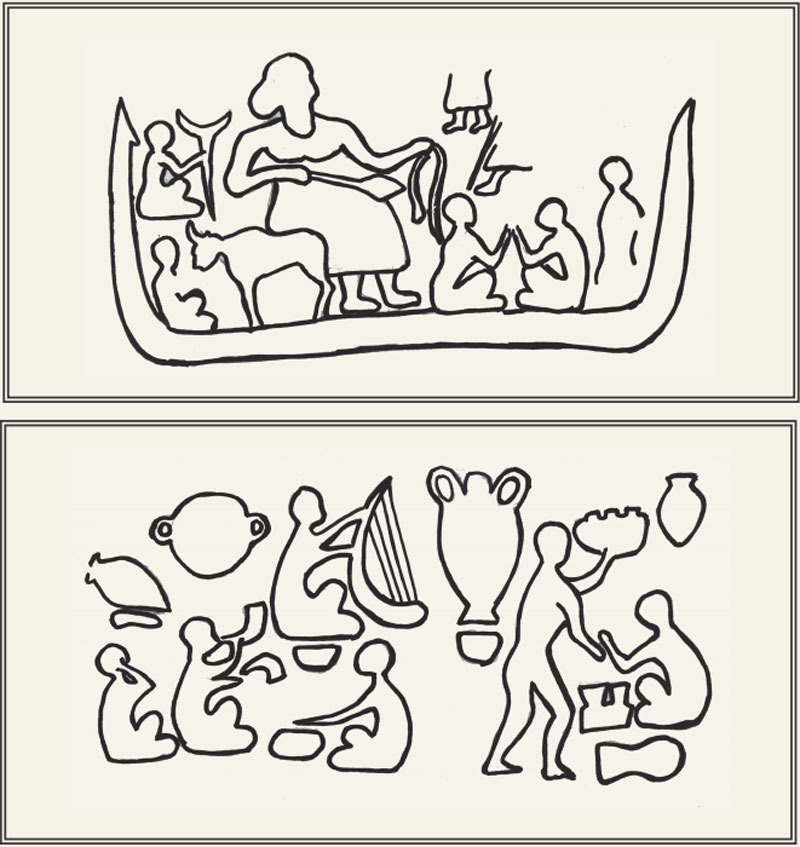
Músics retratats amb ceràmica trobada a Chogha Mish

## La tecnologia del kiln
Chogha Mish proporciona exemples d'alguns primers kiln (forns) de l'Orient Mitjà. Aquests forns daten del període Susiana mitjà 1 i del Període de protoalfabetització. Un forn de ceràmica de Chogha Mish va proporcionar el primer prototip conegut per als primers forns del Període dinàstic arcaic de la Mesopotàmia. Aquest forn de doble cambra té uns 2,20 m. de diàmetre. Mostra paral·lelismes amb els exemples de la dinàstica primerenca II i III a Abu Salabikh i a la regió del riu Diyala.

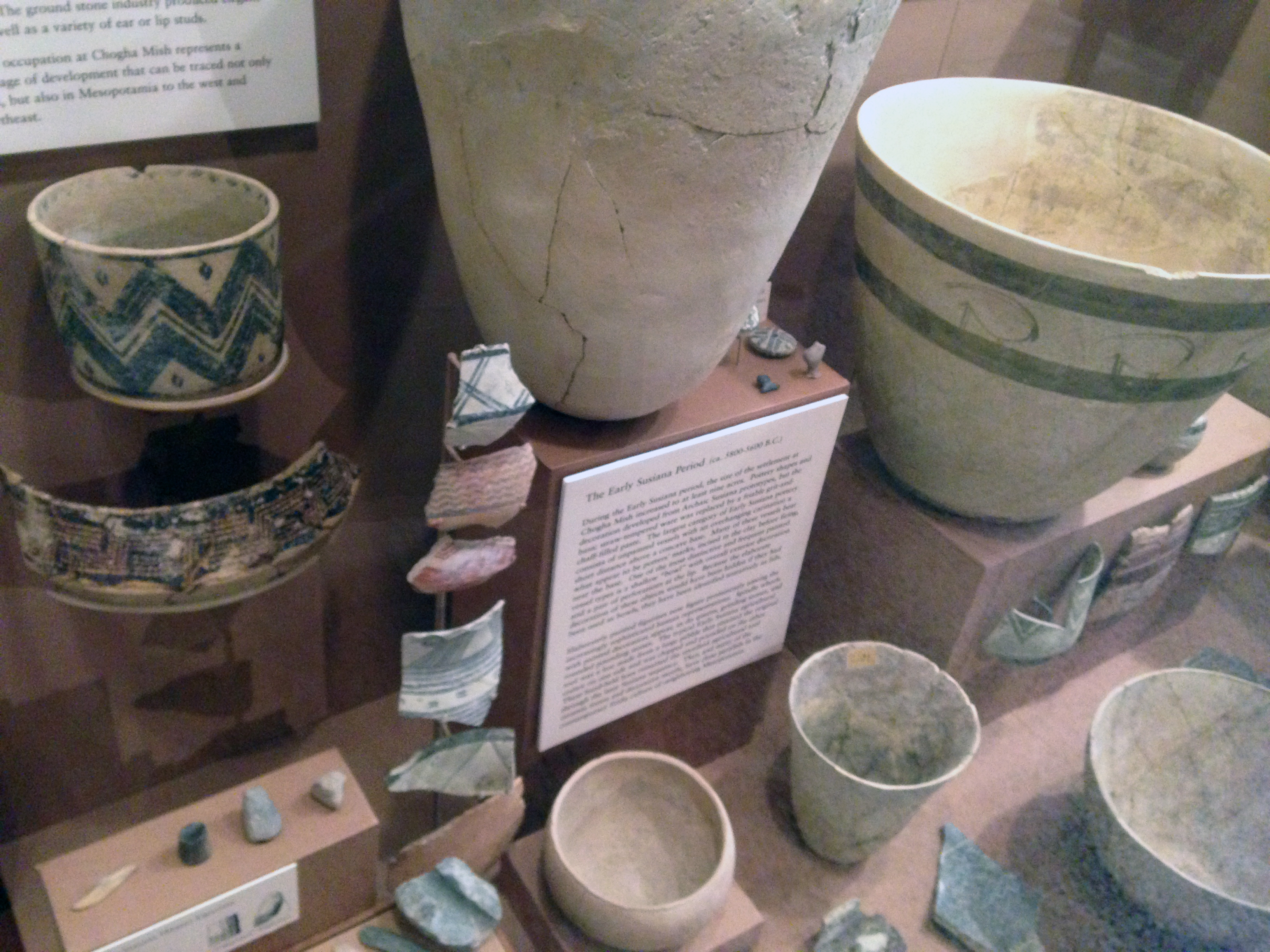
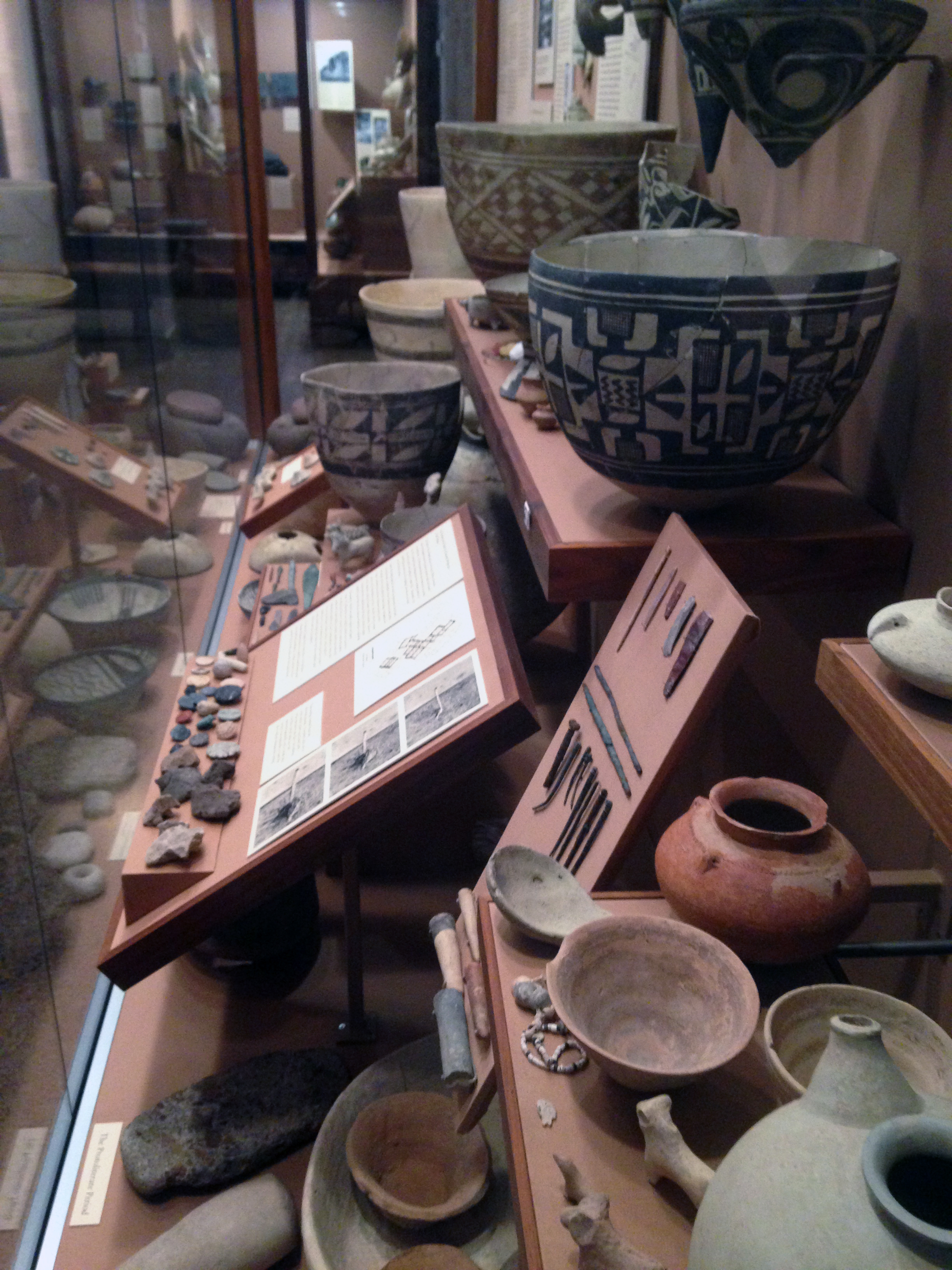
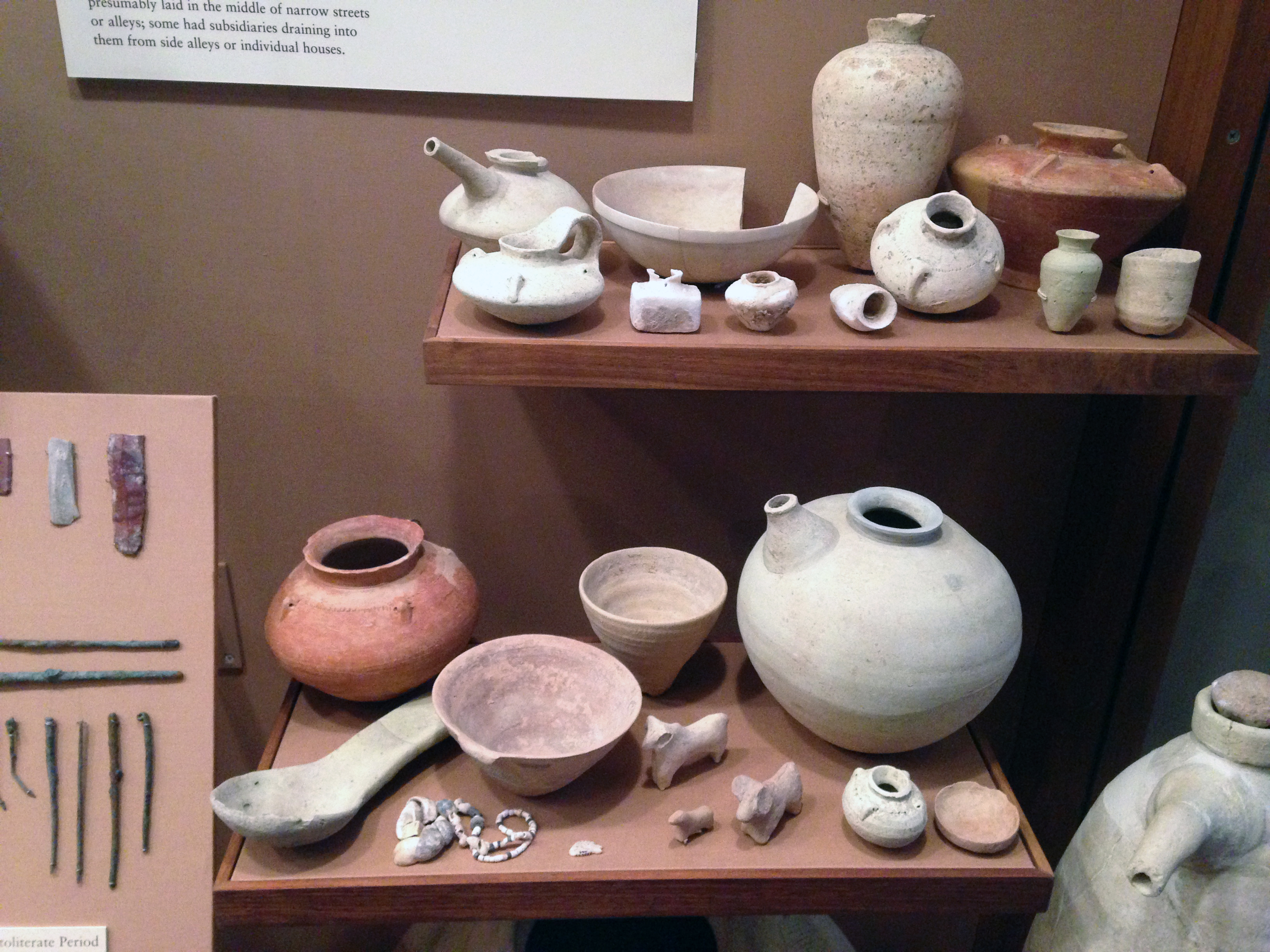
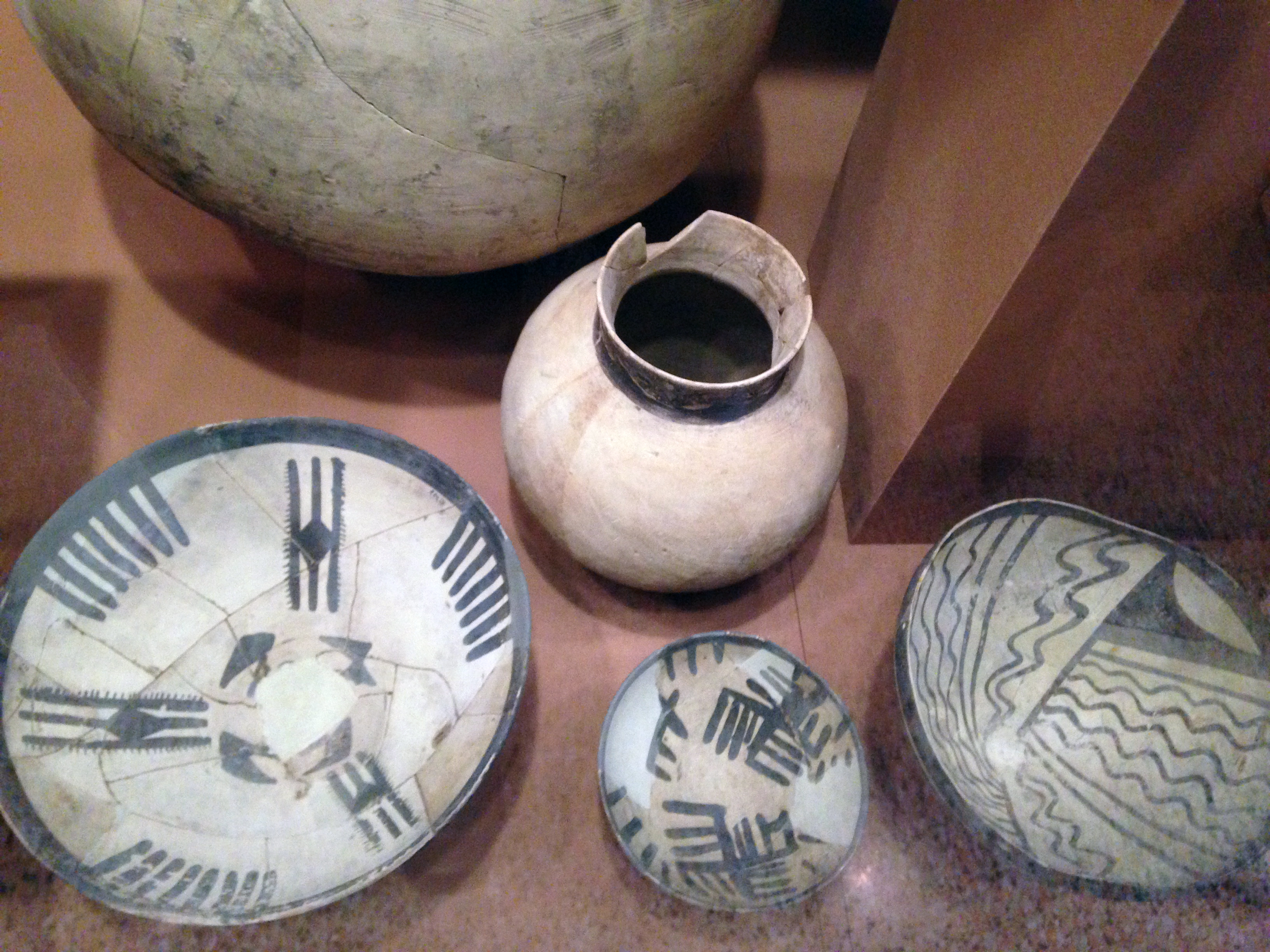

## El desenvolupament de l'escriptura
La ciutat és important avui en dia per obtenir informació sobre el desenvolupament de l'escriptura. A Chogha Mish i Susa, es va començar amb un sistema de comptabilitat que utilitzava fitxes d'argila, amb el pas del temps es va canviar a tauletes d'argila amb marques, i finalment al sistema d'escriptura cuneïforme.